# Morzyszów

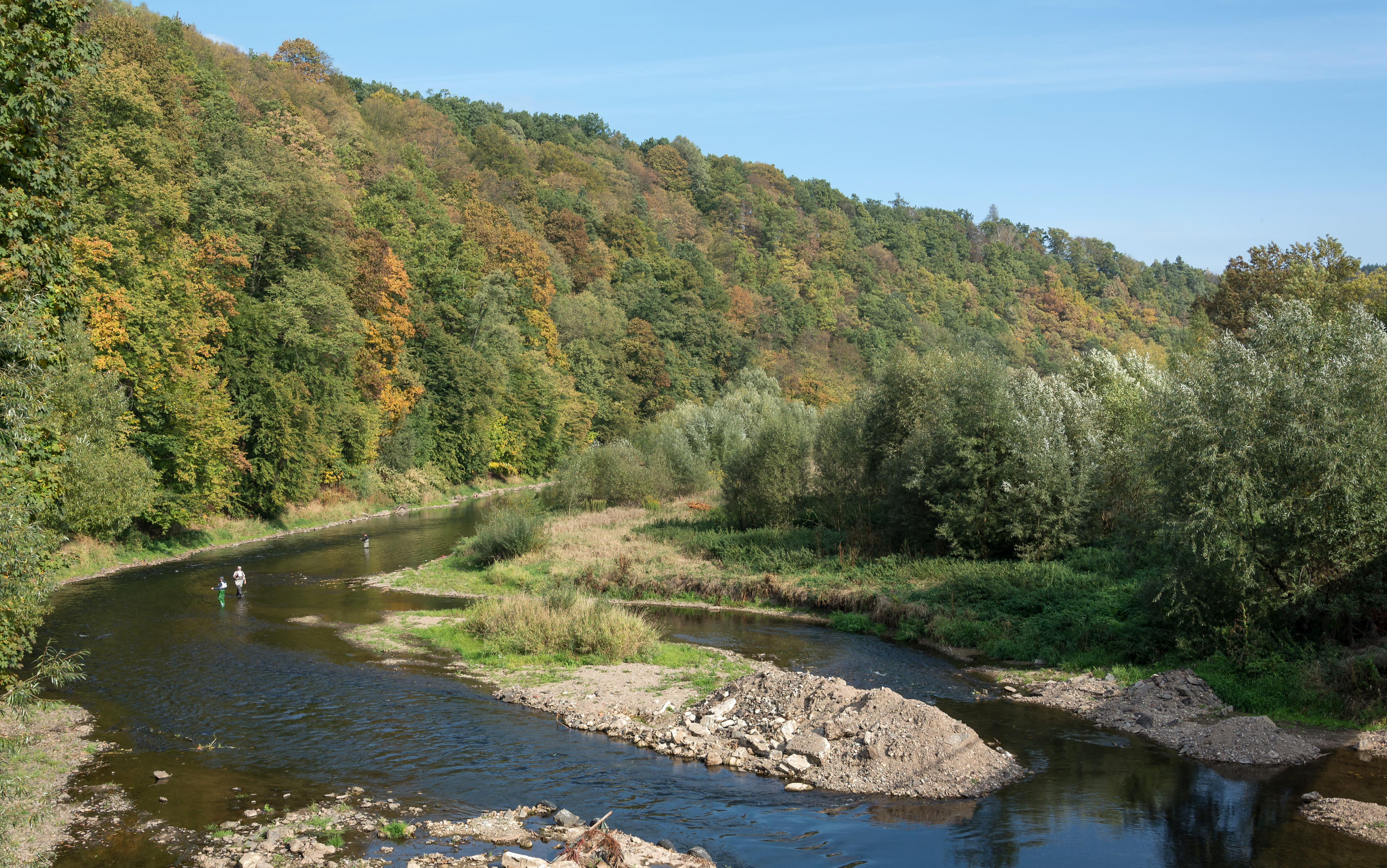
Die Glatzer Neiße in Morzyszów

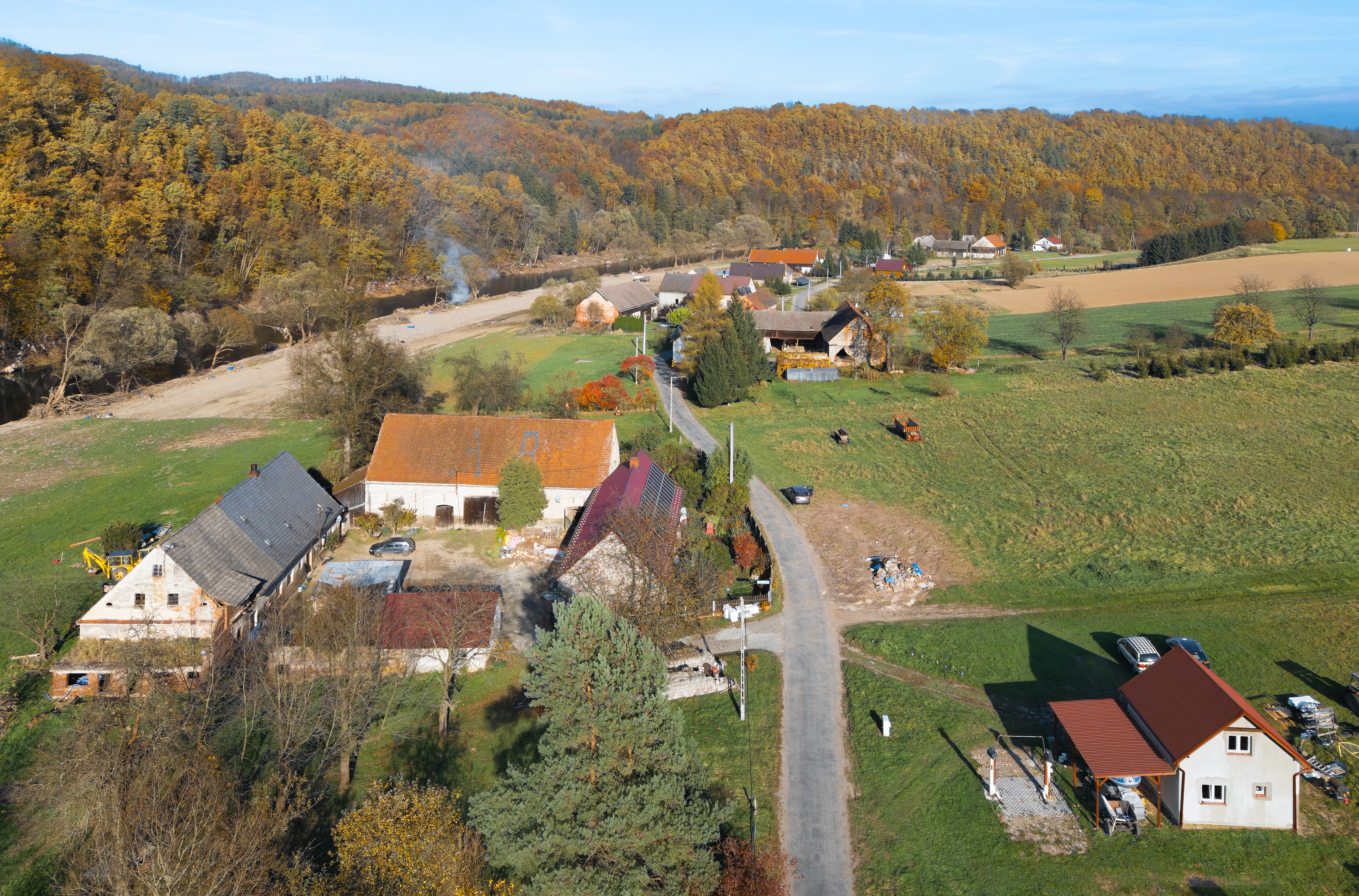
Dorfpanorama

Morzyszów (deutsch Morischau; 1937–1945 Neißtal) ist ein Ort in der Landgemeinde Kłodzko im Powiat Kłodzki der Woiwodschaft Niederschlesien in Polen. Es liegt sieben Kilometer nördlich von Kłodzko (Glatz).

## Geographie
Morzyszów liegt am westlichen Fuß des Warthagebirges (Góry Bardzkie) an einer Flussschleife der Glatzer Neiße, die östlich von Morzyszów das Glatzer Land verlässt. Nachbarorte sind im Osten Opolnica (Giersdorf) und Bardo Śląskie (Wartha), die schon zum Powiat Ząbkowicki gehören, Boguszyn (Friedrichswartha) im Süden, Podtynie (Morischau) und Młynów (Mühldorf) im Südwesten und Wojbórz (Gabersdorf) im Nordwesten. Südwestlich liegt der 459 m hohe Strażnik (Wachberg).

## Geschichte
Morischau wurde erstmals 1334 als „villa Marischaw“ erwähnt. Weitere Schreibweisen waren „Morschow“ (1349), „Marschaw“ (1348) und 1625 „Marischau“. Es gehörte zum Glatzer Land, mit dem es die Geschichte seiner politischen und kirchlichen Zugehörigkeit von Anfang an teilte, und war vermutlich seit ältesten Zeiten mit der Herrschaft Gabersdorf verbunden. 1684 erwarb deren damaliger Besitzer Johann Lorenz Degner von Degenheim von der Kaiserlichen Veräußerungskommission u. a. die Obergerichtsbarkeit über seine Untertanen in Morischau. Dieses Privileg wurde ihm am 28. Dezember 1684 durch den böhmischen Landesherrn, König Leopold I. bestätigt. 1694 verkaufte Anna Katharina Degener von Degenheim verheiratete Kurzbach die 1688 von ihrem Vater ererbte Herrschaft Gabersdorf einschließlich Morischau dem Johann Ernst von Götzen (1667–1707), Erbherr auf Eckersdorf. Dessen Sohn Franz Anton von Götzen verkaufte 1729 das Dorf Morischau dem Kaiserlichen Feldmarschall Georg Olivier von Wallis, wodurch es von der Herrschaft Gabersdorf gelöst wurde.
Nach dem Ersten Schlesischen Krieg 1742 und endgültig mit dem Hubertusburger Frieden 1763 fiel Morischau zusammen mit der Grafschaft Glatz an Preußen. Nach der Neugliederung Preußens gehörte es ab 1815 zur Provinz Schlesien und wurde 1816 in den Landkreis Glatz eingegliedert, mit dem es bis 1945 verbunden blieb. Ab 1874 gehörte die Landgemeinde Morischau zum Amtsbezirk Labitsch, der 1908 in Amtsbezirk Hassitz umbenannt wurde. 1937 wurde Morischau in Neißtal umbenannt. 1939 wurden 72 Einwohner gezählt.
Als Folge des Zweiten Weltkriegs fiel Morischau/Neißtal 1945 wie fast ganz Schlesien an Polen und wurde in Morzyszów umbenannt. Die deutsche Bevölkerung wurde vertrieben. Die neu angesiedelten Bewohner waren teilweise Zwangsumgesiedelte aus Ostpolen, das an die Sowjetunion gefallen war. 1975–1998 gehörte Morzyszów zur Woiwodschaft Wałbrzych (Waldenburg).